# NGC 5914B-1
NGC 5914B-1 (другие обозначения — MCG 7-31-56, PGC 54653) — галактика в созвездии Волопас.
Этот объект не входит в число перечисленных в оригинальной редакции «Нового общего каталога» и был добавлен позднее.